# Борребю (антропология)
Борребю (дат. Borreby — Борребю) — антропологический тип европеоидной расы, характеризующийся депигментацией, гиперстеническим телосложением, средним ростом, брахикефалией, широким лицом. Фенотипически близок к восточно-балтийской расе.
Борребю имеет значительное сходство с брюннским типом, и некоторые антропологи объединяют их в единый тип «Борребю/брюнн».